# Typhlosyrinx panamica
Typhlosyrinx panamica is een slakkensoort uit de familie van de Raphitomidae. De wetenschappelijke naam van de soort is voor het eerst geldig gepubliceerd in 2001 door Bouchet & Sysoev.